# Anlezy
Anlezy – miejscowość i gmina we Francji, w regionie Burgundia-Franche-Comté, w departamencie Nièvre.
Według danych na rok 1990 gminę zamieszkiwało 335 osób, a gęstość zaludnienia wynosiła 16 osób/km² (wśród 2044 gmin Burgundii Anlezy plasuje się na 582. miejscu pod względem liczby ludności, natomiast pod względem powierzchni na miejscu 416.).